# Johannes Först
Johannes Först (* 1972 in Forchheim) ist ein römisch-katholischer Theologe.

## Leben
Von 1991 bis 1997 studierte er katholische Theologie an der Fakultät Katholische Theologie der Universität Bamberg. Er erwarb dort 1997 das Diplom an der Fakultät Katholische Theologie, die Promotion 2002 an der Katholisch-theologischen Fakultät der Universität Tübingen (Ottmar Fuchs) und 2009 die Habilitation an der Fakultät Katholische Theologie der Universität Bamberg (Heinz-Günther Schöttler, Marianne Heimbach-Steins, Wolfgang Klausnitzer). Von 1999 bis 2004 war er wissenschaftlicher Mitarbeiter am Institut zur Erforschung der religiösen Gegenwartskultur der Universität Bayreuth (Christoph Bochinger/Joachim Kügler). Von 2005 bis 2008 war er wissenschaftlicher Mitarbeiter am Lehrstuhl für Pastoraltheologie und Kerygmatik an der Fakultät Katholische Theologie der Universität Bamberg (Heinz-Günther Schöttler).Der Kardinal-Wetter-Preis 2009 der Katholischen Akademie in Bayern wurde ihm 2009 für die Habilitationsschrift verliehen. Von 2008 bis 2015 war er Akademischer (Ober-)Rat an der Fakultät Katholische Theologie der Universität Regensburg, LS für Pastoraltheologie (Heinz-Günther Schöttler). Von 2015 bis 2017 lehrte er als Professor für Practical Theology an der Tilburg School of Catholic Theology (Universität Tilburg) am Standort Utrecht. 2018 wurde er zum Professor für Pastoraltheologie an der Universität Würzburg ernannt.

## Werke (Auswahl)
- Zur Hölle mit der Hoffnung? Die Entdeckung kirchlicher Praxis und Sozialform als Ressource einer hoffnungsgeleiteten Eschatologie (= Tübinger Perspektiven zur Pastoraltheologie und Religionspädagogik. Band 20). Lit, Münster 2003, ISBN 3-8258-6426-X (zugleich Dissertation, Tübingen 2002).
- mit Joachim Kügler (Hrsg.): Die unbekannte Mehrheit. Mit Taufe, Trauung und Bestattung durchs Leben? Eine empirische Untersuchung zur „Kasualienfrömmigkeit“ von KatholikInnen – Bericht und interdisziplinäre Auswertung (= Werkstatt Theologie. Band 6). Lit, Berlin/Münster 2006, ISBN 3-8258-9195-X.
  - mit Joachim Kügler (Hrsg.): Die unbekannte Mehrheit. Mit Taufe, Trauung und Bestattung durchs Leben? Eine empirische Untersuchung zur „Kasualienfrömmigkeit“ von KatholikInnen – Bericht und interdisziplinäre Auswertung (= Werkstatt Theologie. Band 6). 2. erweiterte Auflage, Lit, Berlin/Münster 2010, ISBN 978-3-8258-9195-4.
- mit Heinz-Günther Schöttler (Hrsg.): Quo vadis, theologia? Neue Perspektiven auf „Religion“ in der späten Moderne. Texte des Internationalen Symposiums „Quo Vadis, Theologia? Praktische Theologie und Kirchliches Handeln im Kontext Spätmoderner Religionsformen“ vom 03. – 05. April 2006 an der Fakultät Katholische Theologie der Universität Bamberg (= Biblische Perspektiven für Verkündigung und Unterricht. Band 4). Lit, Berlin/Münster 2009, ISBN 978-3-8258-0434-3.
- mit Friedolf Lappen und Johanna Rahner (Hrsg.): Abbruch oder Aufbruch? Von der Eigendynamik des kirchlichen Strukturwandels (= Bamberger theologisches Forum. Band 12). Lit, Berlin/Münster 2010, ISBN 978-3-643-10446-5.
- Empirische Religionsforschung und die Frage nach Gott. Eine theologische Methodologie der Rezeption religionsbezogener Daten (= Biblische Perspektiven für Verkündigung und Unterricht. Band 5). Lit, Berlin/Münster 2010, ISBN 978-3-643-10871-5 (zugleich Habilitationsschrift, Bamberg 2009).
- mit Heinz-Günther Schöttler (Hrsg.): Einführung in die Theologie der Pastoral. Ein Lehrbuch für Studierende, Lehrer und kirchliche Mitarbeiter (= Lehr- und Studienbücher zur Theologie. Band 7). Lit, Berlin/Münster 2012, ISBN 978-3-643-11435-8.
- mit Barbara Schmitz (Hrsg.): Lebensdienlich und überlieferungsgerecht. Jüdische und christliche Aktualisierungen der Gott-Mensch-Beziehung. Festschrift für Heinz-Günther Schöttler (= Beiträge zur Gegenwartsbedeutung jüdischer und christlicher Überlieferungen. Band 1). Ergon Verlag, Würzburg 2016, ISBN 3-95650-139-X.
- Versöhnung mit der Moderne. Rekonstruktionen kirchlicher Praxis (= Beiträge zur Gegenwartsbedeutung jüdischer und christlicher Überlieferungen. Band 3). Ergon Verlag, Würzburg 2017, ISBN 3-95650-236-1.